# Combretum falcatum
Combretum falcatum là một loài thực vật có hoa trong họ Trâm bầu. Loài này được (Welw. ex Hiern) Jongkind mô tả khoa học đầu tiên năm 1992 publ. 1993.